# شهرستان هویچانگ
شهرستان هویچانگ (به لاتین: Huichang County) یک شهرستان جمهوری خلق در چین است که در گانژوو واقع شده‌است. شهرستان هویچانگ ۲٬۷۲۲٫۱۸ کیلومتر مربع مساحت و ۴۴۵٬۱۳۷ نفر جمعیت دارد.